# 史密森尼亞 (喬治亞州)
史密森尼亞（英語：Smithsonia）是位於美國喬治亞州奧格爾索普縣的一個非建制地區。該地的面積和人口皆未知。

## 地理
史密森尼亞的座標為34°00′10″N 83°10′35″W / 34.00278°N 83.17639°W，而該地的平均海拔高度為95米（即312英尺）。